# Sprickrussling
Sprickrussling (Rhodocybe caelata) är en svampart som först beskrevs av Elias Fries, och fick sitt nu gällande namn av René Charles Maire 1926. Sprickrussling ingår i släktet Rhodocybe och familjen Entolomataceae.  Arten är reproducerande i Sverige. Inga underarter finns listade i Catalogue of Life.